# Alfredo Brotons Muñoz
Alfredo Brotons Muñoz (Algemesí, 1957-Valencia, 22 de julio de 2016) fue un profesor de Inglés en el Colegio Salesiano San Antonio Abad de Valencia, traductor y crítico musical español.

## Biografía
Licenciado en Filosofía y Letras por la Universidad de Valencia, fue profesor de bachiller y crítico musical especializado para algunos medios de comunicación como el Diario Levante, donde se ocupó de una sección propia desde 1988 o la revista de música clásica, Scherzo. También fue traductor de obras relacionadas con la música y la filosofía, y fue responsable de la edición en español, entre otras, de las obras completas del filósofo y musicólogo alemán, Theodor Adorno o de Walter Benjamin. Se le consideró un «erudito», capaz de «leer las partituras como un director de orquesta» y de ser íntegro, constructivo e independiente en su tarea como crítico.